# 22837 Річардкрус
22837 Річардкрус (22837 Richardcruz) — астероїд головного поясу, відкритий 7 вересня 1999 року.
Тіссеранів параметр щодо Юпітера — 3,565.